# Contia
Contia – rodzaj węży z podrodziny Dipsadinae w rodzinie połozowatych (Colubridae).

## Zasięg występowania
Rodzaj obejmuje gatunki występujące w Kanadzie i Stanach Zjednoczonych. 

## Systematyka

### Etymologia
Contia: John Lawrence LeConte (1825–1883), amerykański entomolog.

### Podział systematyczny
Do rodzaju należą następujące gatunki:
- Contia longicaudae Feldman & Hoyer, 2010
- Contia tenuis (Baird & Girard, 1852)